# Lonchodiodes samarensis
Lonchodiodes samarensis je druh bezkřídlé strašilky pocházející z Filipín. Při ohrožení samice ztuhnou a předstírají smrt, samci se snaží uskočit pryč a na zemi sebou začnou škubat. Samice tohoto druhu bývají často chybně zaměňovány se strašilkou Pharnacia ponderosa, ale samice Lonchodiodes samarensis je mnohem užší a samec se druhu Pharnacia ponderosa nepodobá.

## Popis
Samice dosahuje délky 15 cm, je větší a mohutnější než samec, má zelenou barvu v různých odstínech, stářím se na těle samice začínají objevovat bíle skvrny. Samec měří 10 cm, tělo má zbarvené do hněda, nohy jsou zelené. Obě pohlaví mají dlouhá tykadla, která jsou na konci bílá.

## Potrava
Potrava strašilek Lonchodiodes samarensis je skutečně velmi rozmanitá. Lonchodiodes samarensis se živí listy ostružiníku, maliníku, hlohu, dubu, buku, růže, jahodníku, třešně, švestky, jestřábníku, kaštanu, lísky, eukalyptu, břečťanu a několika dalších rostlin.

## Rozmnožování
Tento druh strašilek se rozmnožuje pouze pohlavně (za přítomnosti samce). Páření probíhá hlavně v noci a může trvat až 6 hodin. Samička snáší oválná až kulatá vajíčka hnědé, šedé až černé barvy, která jsou velká 1 mm. Inkubační doba vajíček je 3–4 měsíce. Líhnou se černě zbarvené nymfy s dlouhými tykadly. Časem nymfy začínají získávat zelenou barvu. Vajíčka Lonchodiodes samarensis jsou (stejně jako dospělé samice) velmi podobné druhu Pharnacia ponderosa, nicméně vajíčka tohoto druhu jsou velká okolo 3 mm.

## Chov
Vzhledem k velikosti samic je vhodné mít insektárium o výšce cca 40 cm, aby si strašilky mohly bez problémů svlékat kůži. Pokud se strašilka svlékne v insektáriu s nedostatečnou výškou či prostorem, může se zranit, nebo i zemřít. Teplota k chovu stačí pokojová, vlhkost v insektáriu by se měla pohybovat okolo 70 %. Tato strašilka se těší v poslední době mezi chovateli velké oblibě a to kvůli tomu, že od většiny ostatních druhů se jedná o velmi aktivní živočichy a také mají hodně rychlý vývoj, který se pohybuje okolo 3 měsíců. U těchto strašilek se často stává, že se rodiče setkají se svými potomky, což je ve světě strašilek skutečně ojedinělost.

## Fotogalerie

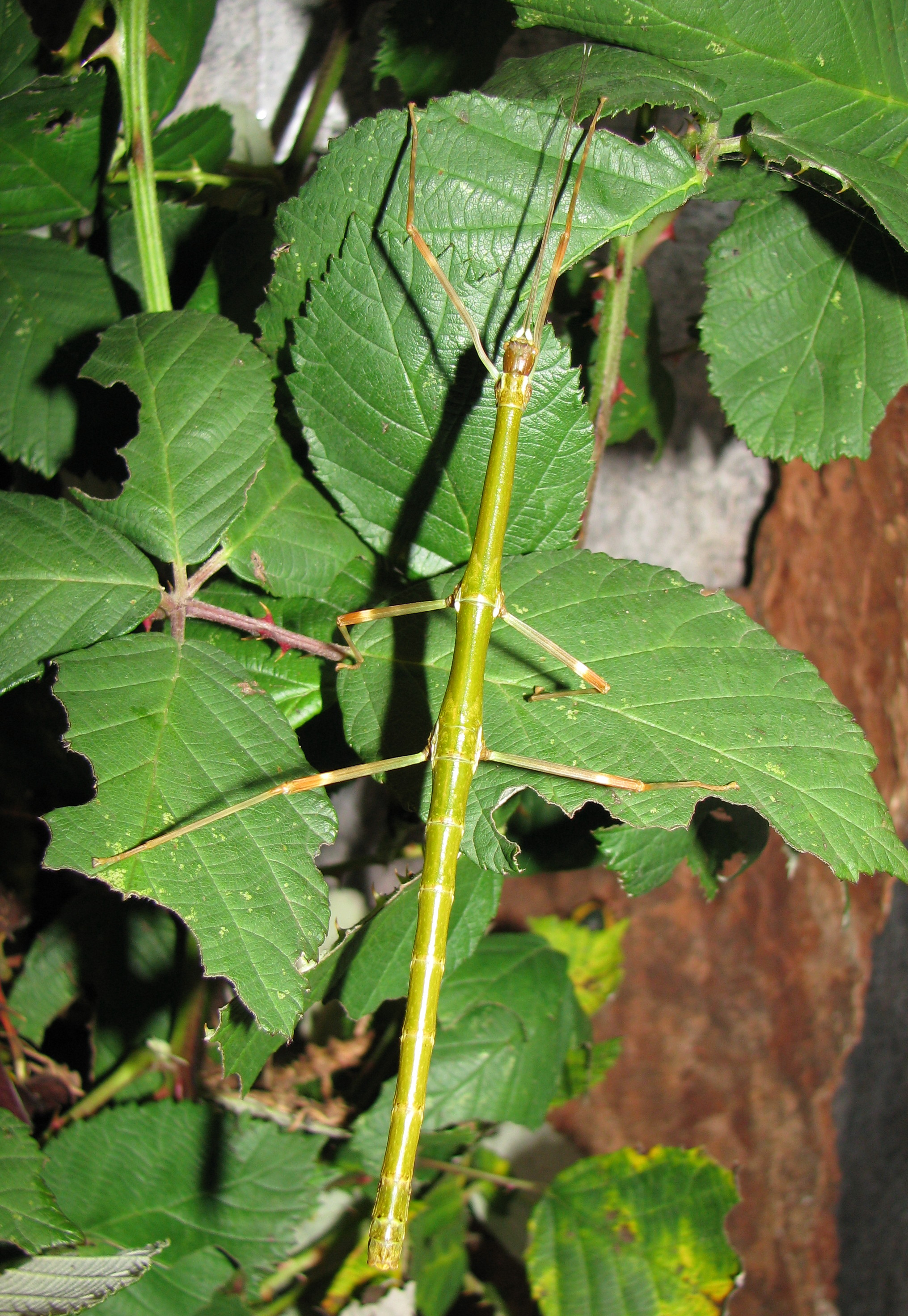
Samice druhu Lonchodiodes samarensis
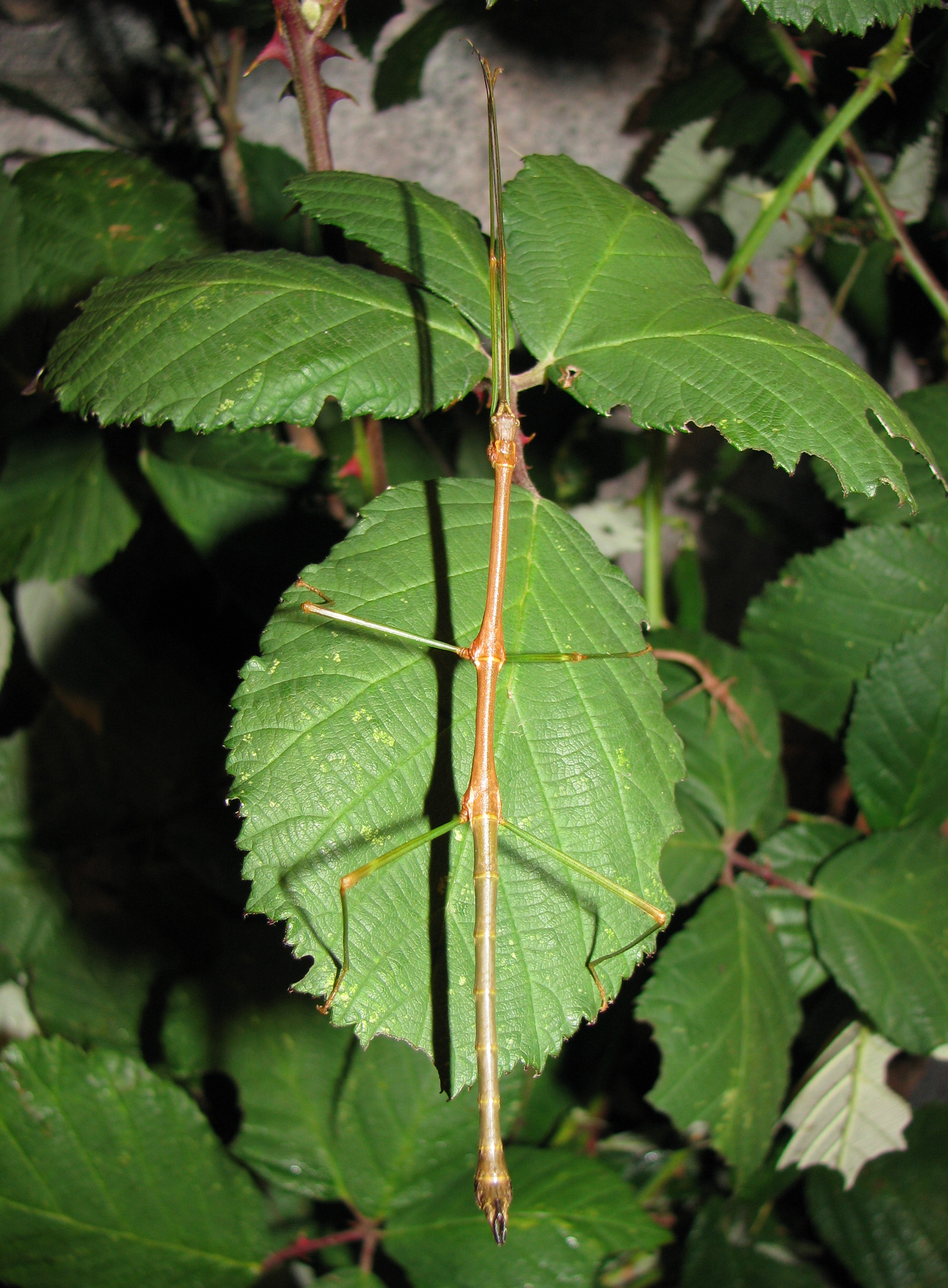
Samec druhu Lonchodiodes samarensis
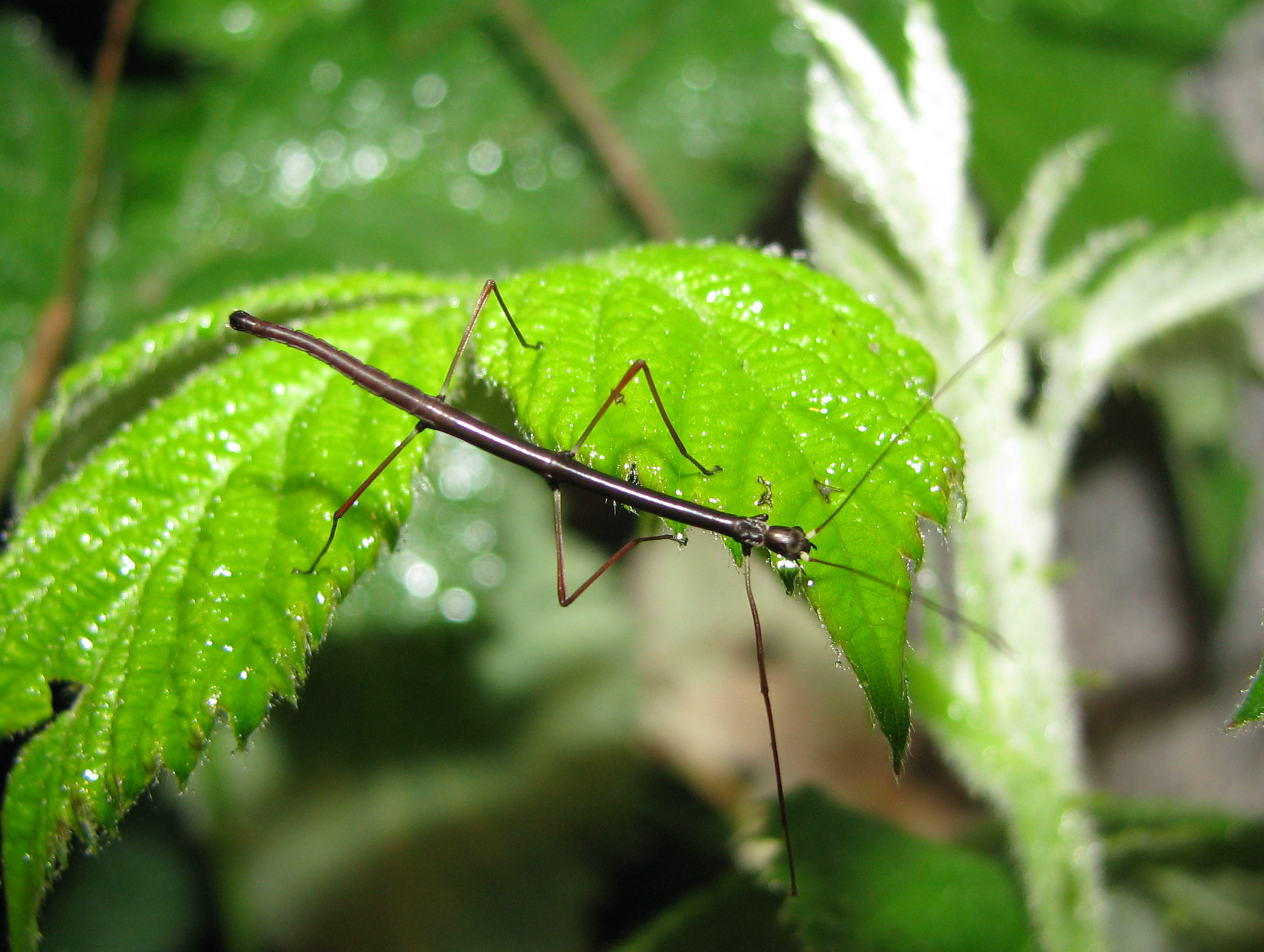
Nymfa druhu Lonchodiodes samarensis
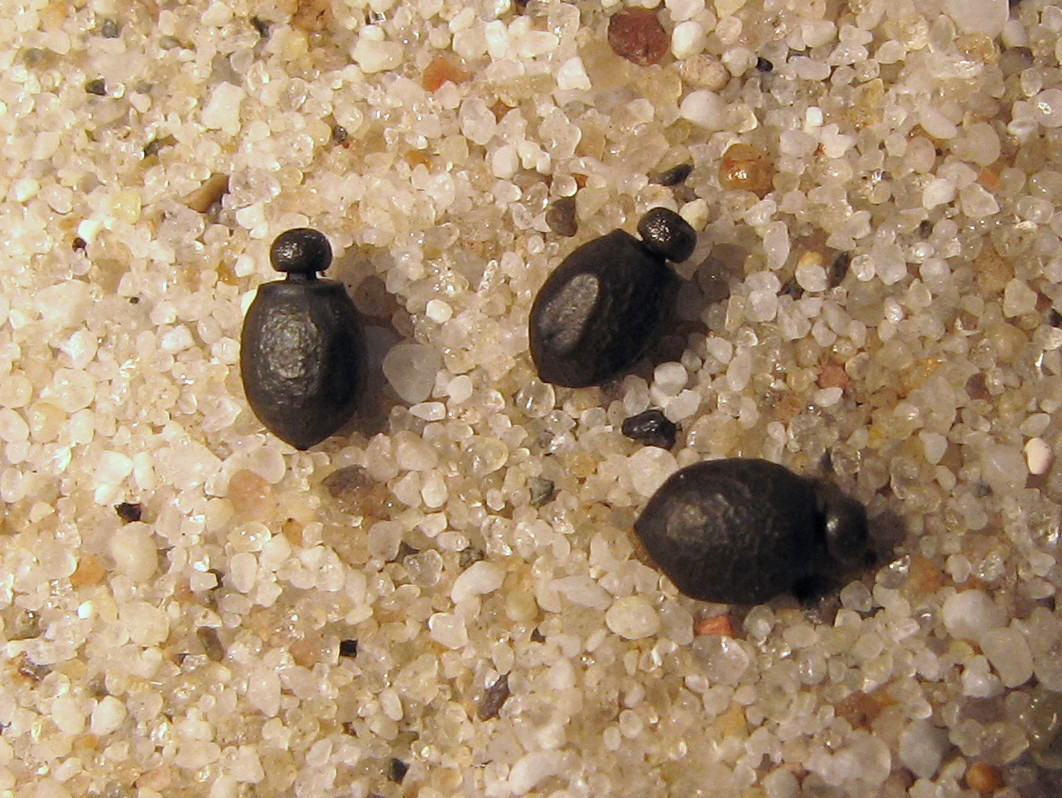
Vajíčka druhu Lonchodiodes samarensis